# Ophioderma (Plantae)
Ophioderma, biljni rod iz porodice Ophioglossaceae smješten u potporodicu Ophioglossoideae. 
Postoji šest vrsta iz Starog svijeta (Afrika, Azija), Pacifika i Australije.

## Vrste
1. Ophioderma falcatum (C. Presl) O. Deg.
2. Ophioderma intermedium (Hook.) Nishida
3. Ophioderma pendulum (L.) C. Presl
4. Ophioderma redactophyllum Chantanaorr. & Li Bing Zhang
5. Ophioderma simplex (Ridl. ex Bower) Nishida
6. Ophioderma subsessile Amoroso & Coritico